# دایسوکه ساکاگوچی
دایسوکه ساکاگوچی (انگلیسی: Daisuke Sakaguchi; ۱۱ اکتبر ۱۹۷۳ – ) صداپیشگی در ژاپن اهل ژاپن بود. وی از سال ۱۹۹۲ میلادی تاکنون مشغول فعالیت بوده‌است.